# 三氧化二氯
三氧化二氯（Cl2O3）是一种氯氧化物。它是一种深棕色固体，于1967年发现，甚至在0°C以下也会爆炸。
它可以通过ClO2在低温下光解制得，同时产生Cl2O6、Cl2和O2。它的结构被认为是OCl-ClO2，可能的异构体是Cl-O-ClO2等。理论上它是亚氯酸的酸酐。